# ماكس فاغنر
ماكس فاغنر (بالإنجليزية: Max Wagner)‏ هو ملحن وعازف بيانو وممثل أمريكي، ولد في 28 نوفمبر 1901 في المكسيك، وتوفي في 16 نوفمبر 1975 بهوليوود في الولايات المتحدة بسبب نوبة قلبية.

## أعمال

### أفلام
- (1955) شرق عدن[3][4][5]

## وصلات خارجية
- ماكس فاغنر على موقع IMDb (الإنجليزية)
- ماكس فاغنر على موقع تيرنر كلاسيك موفيز (الإنجليزية)
- ماكس فاغنر على موقع أول موفي (الإنجليزية)
- ماكس فاغنر على موقع قاعدة بيانات الفيلم (الإنجليزية)